# Hyperion with Higgins
Hyperion with Higgins — студийный альбом американского джазового саксофониста Чарльза Ллойда, изданный 21 августа 2001 года на студии ECM Records. Записан в декабре 1999 года одновременно с альбомом The Water Is Wide (2000). В квинтет вошли ритм-секция Джон Аберкромби (гитара), Брэд Мелдау (фортепиано) и Ларри Гренадье (контрабас) и Билли Хиггинс (барабаны). Альбом посвящен Хиггинсу, который умер в мае, за три месяца до этого.

## Отзывы
| Оценки критиков           | Оценки критиков |
| Источник                  | Оценка          |
| ------------------------- | --------------- |
| The Penguin Guide to Jazz | [ 2 ]           |
| AllMusic                  | [ 3 ]           |
| Том Халл                  | A−              |

Альбом Hyperion with Higgins получил положительные отзывы критиков.
Рецензент AllMusic Дэвид Р. Адлер присвоил альбому 4 звезды, назвав его «исключительно целенаправленным, полностью оригинальным заявлением Чарльза Ллойда».
В рецензии Нильса Якобсона на All About Jazz говорится:
«Мелодии на Hyperion, как правило, отражают теплую, духовную энергию, хотя пульс местами довольно резкий… Это прекрасно одухотворенная пластинка, которую ведет визионер, культивирующий и расширяющий свой собственный голос на протяжении более двух десятилетий, и которая сшита вместе кастом чрезвычайно талантливых и симпатичных персонажей. Работа Хиггинса здесь заслуживает особого внимания; но, опять же, он всегда был на голову и плечи выше своих сверстников. Высокий драматизм Hyperion предлагает широкий диапазон эмоциональной интенсивности. Этот диск обязателен к прослушиванию, если вам понравилась „Water Is Wide“. Настоятельно рекомендуем!» 
.
В другой рецензии на том же сайте Марк Коррото заявил: «Звук Ллойда, кажется, становится лучше с каждой сессией. Он не напрягается и не потеет, выкладывая изящные пассажи… Как и Колтрейн, Ллойд использует страсть в рамках своего собственного лиризма. Это чудесная сессия».

## Список композиций
Автор всех композиций Чарльз Ллойд.
1. «Dancing Waters, Big Sur to Bahia» — 5:55
2. «Bharati» — 7:01
3. «Secret Life of the Forbidden City» — 10:05
4. «Miss Jessye» — 10:24
5. «Hyperion with Higgins» — 7:20
6. «Darkness on the Delta Suite: Mother Where Art Thou/Robert Johnson on the Banks of the Ganges/Perseverance/Till the River Runs Free/Peace in the Storm» — 12:40
7. «Dervish on the Glory B» — 8:24
8. «The Caravan Moves On» — 8:32

## Персоналии
- Чарльз Ллойд — тенор-саксофон
- Брэд Мелдау — фортепиано
- Джон Аберкромби — гитара
- Ларри Гренадье — контрабас
- Билли Хиггинс — барабаны